# Sonja Hammerschmid

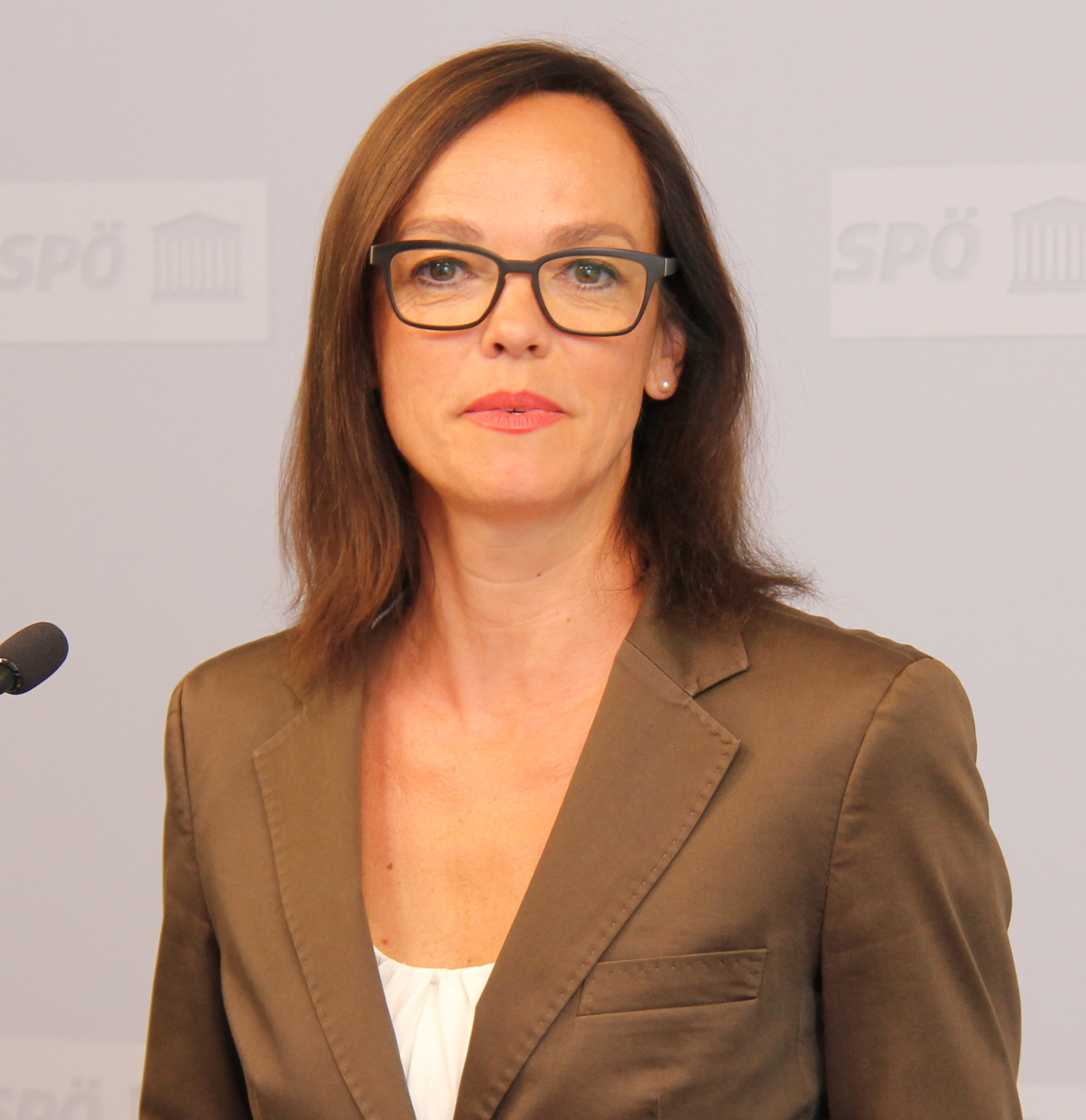
Sonja Hammerschmid (2018)

Sonja Hammerschmid (* 24. Juni 1968 in Steyr als Sonja Maria Theresia Mörwald) ist eine österreichische Molekularbiologin und Politikerin (SPÖ).
Von 2010 bis 2016 war sie Rektorin der Veterinärmedizinischen Universität Wien. Von 18. Mai 2016 bis 18. Dezember 2017 war sie Bundesministerin für Bildung in der Bundesregierung Kern.

## Ausbildung
Sie besuchte die Hauptschule in Baumgartenberg und danach das Bundesoberstufenrealgymnasium in Perg.
Von 1986 bis 1995 studierte Sonja Hammerschmid Biologie an der Universität Wien (Studienzweig Genetik mit Nebenfach Tumorbiologie), wo sie 1995 zur Doktorin der Naturwissenschaften promovierte. Während des Grund- sowie des Doktoratsstudiums war sie wissenschaftliche Mitarbeiterin bei Boehringer Ingelheim Austria GmbH.

## Wissenschaftliche Karriere
Nach ihrer wissenschaftlichen Tätigkeit als Postdoc am Vienna Biocenter wechselte sie in die Wirtschaft und begann als Produktmanagerin beim Laborausstatter Margaritella-Biotrade GmbH. Auf der Suche nach einer Möglichkeit, Wirtschaft und Wissenschaft zu verbinden, stieß sie 1999 zur Innovationsagentur. Dort leitete sie das vom Wirtschaftsministerium beauftragte Biotech-Impulsprogramm (später LISA – Life Science Austria) und initiierte 2000 den Businessplan-Wettbewerb Best of Biotech sowie den Wiener Life Science Cluster LISAvienna. Die Innovationsagentur ging 2003 durch die Zusammenlegung österreichischer Förderorganisationen in der Austria Wirtschaftsservice GmbH (aws) auf. Als Bereichsleiterin für Technologie und Innovation zeichnete sie verantwortlich für die Etablierung neuer Förderprogramme für (Hightech)-Unternehmensgründungen und für die wirtschaftliche Verwertung von Forschungsergebnissen. Als Geschäftsführerin der ARGE Life Science Vienna Region (später ARGE LISAvienna) und der ARGE Impulsprogramm Creativwirtschaft (später impulse) war sie maßgeblich am Aufbau innovativer Geschäftsfelder wie Life Sciences und Kreativwirtschaft beteiligt. Sie entwickelte auch das Förderprogramm für Kinofilmproduktionen Filmstandort Austria (FISA), das vom Wirtschaftsministerium finanziert und von der aws abgewickelt wird.
Im September 2010 wurde Hammerschmid zur Rektorin der Veterinärmedizinischen Universität Wien (Vetmeduni Vienna) ernannt. 2013 wurde sie einstimmig von Senat und Universitätsrat für die Funktionsperiode 2014 bis 2018 bestätigt. Im Dezember 2015 wurde Sonja Hammerschmid zur Präsidentin der Österreichischen Universitätenkonferenz gewählt. Mit Aufnahme dieser Funktion per Jänner 2016 war sie, in Nachfolge des Theologen Heinrich Schmidinger, die erste Frau an der Spitze dieser 105-jährigen Institution. Mit ihrem Einstieg in die Politik im Mai 2016 endeten für sie beide Funktionen. Als Rektorin folgte ihr Petra Winter nach.
Nach ihrer politischen Karriere bewarb sich Hammerschmid als Rektorin für die Universität Salzburg sowie für die Kunstuni Linz. Nachdem sie nicht in den Dreier-Vorschlag des Uni-Senats gekommen war, wandte sie sich an den Arbeitskreis für Gleichbehandlungsfragen der Uni Salzburg wegen ihrer vermeintlichen Diskriminierung aufgrund des Geschlechts. Die Schiedskommission kam allerdings zu dem Ergebnis, dass keine Diskriminierung vorlag. Es kam dadurch zur Verzögerung der Rektoren-Bestellung an der Universität Salzburg. Bei ihrer Bewerbung als Rektorin für die Kunstuni Linz unterlag sie Brigitte Hütter. Diese Entscheidung wurde von ihr nicht beeinsprucht.

## Politik
Nach dem Rücktritt von Werner Faymann als Bundeskanzler der Bundesregierung Faymann II und als SPÖ-Vorsitzender im Mai 2016 wurde Hammerschmid vom Faymann-Nachfolger Christian Kern in sein Regierungsteam geholt. Am 18. Mai 2016 wurde sie von Bundespräsident Heinz Fischer als Bundesministerin für Bildung und Frauen angelobt (am 1. Juli 2016 gingen auf Grund eines Bundesgesetzes die Frauen- und Gleichstellungsagenden auf die Gesundheitsministerin über). Im Zusammenhang mit ihrem Einstieg in die Politik und der Übernahme des Ministeramtes hat sie die SPÖ-Parteimitgliedschaft angenommen.
Ab November 2017 war sie Abgeordnete zum österreichischen Nationalrat. Ihr Mandat übernahm im April 2021 Melanie Erasim.
Im Mai 2021 wurde sie von Kunst- und Kulturstaatssekretärin Andrea Mayer zum Mitglied des Vorstandes der Leopold-Museum-Privatstiftung bestellt. In dieser Funktion folgte sie dem Wiener Arbeiterkammer-Präsidenten Werner Muhm nach. Im Aufsichtsrat der Kapsch TrafficCom folgte sie Kari Kapsch nach.

## Schriften (Auswahl)
- Sonja Maria Theresia Mörwald: Transkriptionsmodulationssystem am Beispiel des Apolipoprotein Al Gens. Diplomarbeit. Universität Wien, Wien 1991, OBV.
- Sonja Mörwald: cDNA-Klonierung und Charakterisierung des humanen Apolipoprotein B mRNA Editingenzyms. Dissertation. Universität Wien, Wien 1995, OBV.
- Sonja Hammerschmid: Gender-Strategie – Inputs seitens einer Förderagentur. (Austria Wirtschaftsservice GmbH). In: Roland Floimair (Hrsg.) et al. (Red.): Chancengleichheit als Standortfaktor. Enquete des Salzburger Landtages am 8. April 2010. Präsentation des Leitbildes für Chancengleichheit von Frauen und Männern. Landespressebüro Land Salzburg, Salzburg 2010, ISBN 978-3-85015-251-8, S. 26–43.
- Sonja Hammerschmid: Kreative Kombination erzeugt Mehrwert. In: Erna Lackner (Hrsg.): Phantasie in Kultur und Wirtschaft. Studien-Verlag, Innsbruck/Wien (u. a.) 2013, ISBN 978-3-7065-5319-3, S. 121–124.
- Sonja Hammerschmid: Veterinärmedizinische Universität Wien (Vetmeduni Vienna). In: Hubert Christian Ehalt (Hrsg.) et al.: Wissens- und Universitätsstadt Wien. Eine Entwicklungsgeschichte seit 1945. V&R unipress/Vienna University Press, Göttingen 2015, ISBN 3-8471-0399-7, S. 367f.